# Arora Akanksha

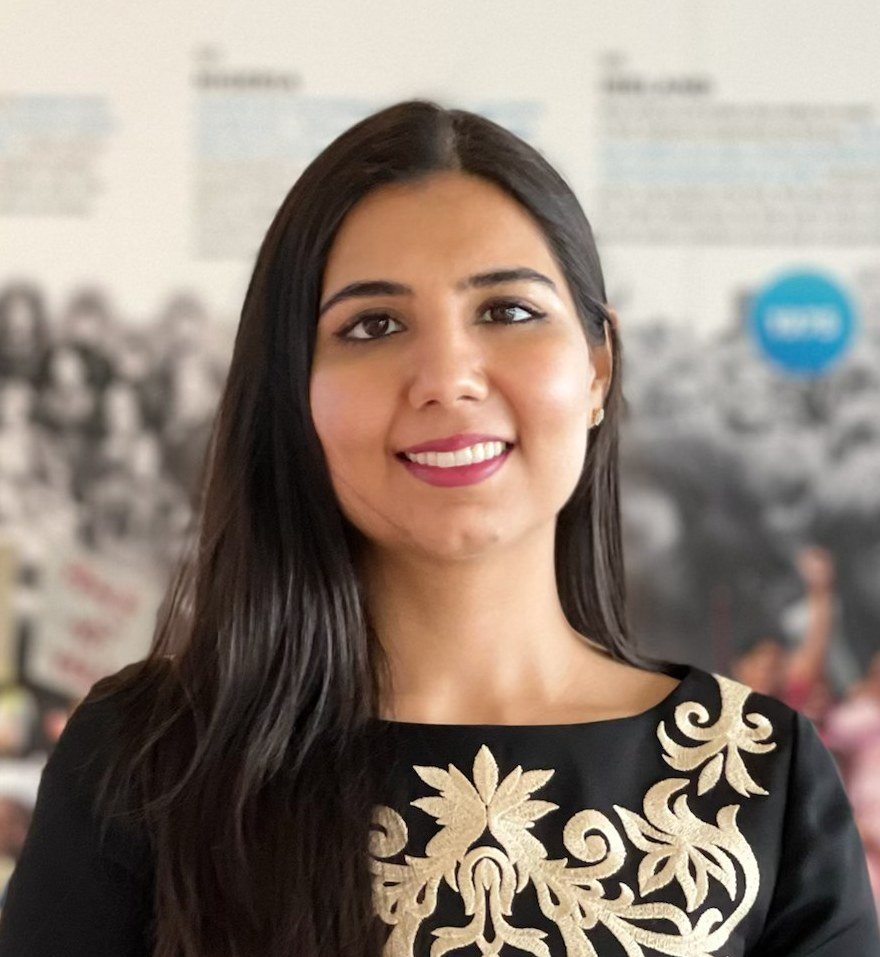

Arora Akanksha (1986) is werkzaam bij de Verenigde Naties en coördineert het VN-Ontwikkelingsprogramma. Ze kreeg internationale bekendheid toen ze zich in 2021 kandideerde als tegenkandidaat van de zittende secretaris-generaal António Guterres.

## Jeugd en opleiding
Akansha's grootouders verlieten Pakistan in 1947 na de afscheiding en vluchtten naar India. Arora Akanksha werd in 1986 geboren in Haryana maar verhuisde op 6-jarige leeftijd naar Saoedi-Arabië. Tussen haar 9e en 18e levensjaar zat ze op een kostschool in India. 
Ze studeerde vervolgens aan de York University in Toronto

## Werk
Na haar studie werkte ze bij PricewaterhouseCoopers in Canada, vanaf 2017 bij de Verenigde Naties als coördinator bij het VN-Ontwikkelingsprogramma.
Tegelijk studeerde ze beleidsstudies aan de Columbia University.
In februari 2021 kondigde ze haar kandidatuur aan voor de functie van secretaris-generaal bij de Verenigde Naties. Ze was daarmee de eerste millennial die zich kandideerde en tevens de eerste die een zittende secretaris-generaal uitdaagde. Mocht ze gekozen worden dan zou ze niet alleen de jongste secretaris-generaal ooit zijn maar ook de eerste vrouw die deze functie vervult. 